# Lucanus gamunus
Lucanus gamunus là một loài bọ cánh cứng trong họ Lucanidae. Loài này được Sawada & Watanabe mô tả khoa học năm 1960.